# Polygala sabuletorum
Polygala sabuletorum är en jungfrulinsväxtart som beskrevs av Carl Skottsberg. Polygala sabuletorum ingår i släktet jungfrulinssläktet, och familjen jungfrulinsväxter. Inga underarter finns listade i Catalogue of Life.